# Chinook (Wind)

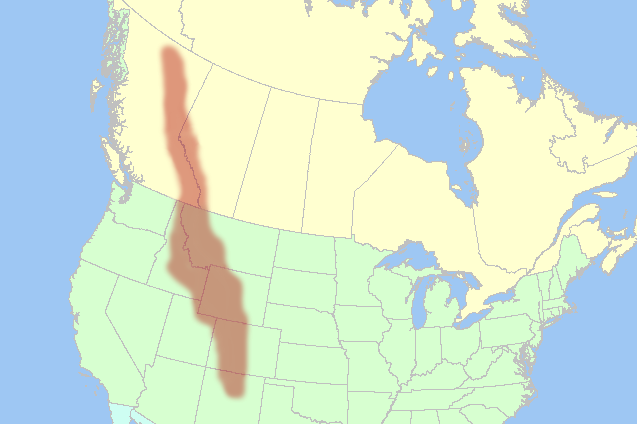
Die Lage der Rocky Mountains (in Braun) in Kanada und den USA

Der Chinook [ʃɪˈnʊk, tʃɪˈnʊk] ist ein warmer Fallwind an der Ostseite der Rocky Mountains im inneren Westen Nordamerikas. Hier treffen die Great Plains und die kanadische Prärie auf mehrere Gebirgszüge. Das meteorologische Geschehen des Chinook-Windes ähnelt dem Föhn in den Alpen. Die Rocky Mountains sind etwa gleich hoch wie die Alpen, doch ist der Chinook noch trockener und wärmer als der Föhn.
Fälschlicherweise wurde der Ursprung des Namens Chinook in Alberta und Montana mit Schnee-Esser (englisch snow-eater) übersetzt. Es handelt sich jedoch tatsächlich um den Namen des Volkes der Chinook, das in der nordwestlichen Region der USA entlang des unteren Columbia Rivers lebte. Ursprünglich wurde als Chinook der feuchte, warme Wind im Pazifischen Nordwesten bezeichnet, der vom Ozean in das Landesinnere bläst.
Ein starker Chinookwind kann eine dreißig Zentimeter dicke Schneedecke innerhalb eines Tages vollständig auflösen, wobei der Schnee nicht nur schmilzt, sondern im trockenen Wind teilweise auch sublimiert.
Es wurde beobachtet, dass Chinookwinde oft innerhalb weniger Stunden oder Tage die winterliche Lufttemperaturen von −20 °C auf +10 °C bis +20 °C erhöht haben. Danach fiel die Lufttemperatur wieder auf das Ausgangsniveau. Der größte aufgezeichnete Temperaturwechsel innerhalb von 24 Stunden durch den Chinookwind wurde am 15. Januar 1972 in Loma (Montana) gemessen, wobei die Temperatur von −48 °C auf +9 °C stieg.
Bei den Olympischen Winterspielen 1988 in Calgary verursachte der Chinook über Nacht einen Temperaturanstieg von −30 °C auf +12 °C und Windgeschwindigkeiten von bis zu 120 km/h, so dass zahlreiche Veranstaltungen abgesagt werden mussten.

## Kanada

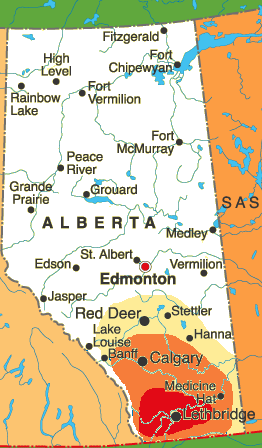
Verbreitungskarte der Chinookwinde in Alberta (Kanada)

Chinookwinde sind die häufigsten Winde im südlichen Alberta, besonders in einem Streifen, der sich von der Gemeinde Crowsnest Pass und der Gemeinde Pincher Creek bis zur Stadt Lethbridge erstreckt. Hier gibt es an durchschnittlich dreißig bis fünfunddreißig Tagen im Jahr Chinookwinde. Für gewöhnlich treten Chinookwinde nicht weiter nördlich der Stadt Red Deer auf (53° nördliche Breite).
Das gelegentliche Auftreten von Chinookwinden ist jedoch auch weiter nördlich zu beobachten – bis Grande Prairie (55° nördliche Breite) im Nordwesten Albertas und Fort St. John im Nordosten British Columbias. Aber auch weit im Süden der USA – beispielsweise in Albuquerque (New Mexico) – treten gelegentlich Chinookwinde auf. Im Allgemeinen sind aber weiter südlich in den USA Chinookwinde nicht so häufig.
Im Süden Albertas liegt während der Mehrzahl der Winter sehr wenig oder kein Schnee. In Calgary gibt es während der Weihnachtszeit zu 56 Prozent Schnee, während es in Edmonton 86 Prozent sind. In Kanada haben lediglich die Westküste British Columbias und der Süden der Provinz Ontario weniger weiße Weihnachtstage als der Süden Albertas.
In Lethbridge können Böen der Chinookwinde stärker sein als Hurrikans mit ihrer Windgeschwindigkeit von 120 km/h. Am 19. November 1962 wurde hier ein besonders starker Chinook mit Böen bis 171 km/h registriert.
In Pincher Creek stieg 1962 die Temperatur innerhalb einer Stunde um 41 °C an, von −19 °C auf 22 °C, und Züge sind bereits wegen Chinookwinden entgleist.
Der Wind kann im Winter die Straßen mit einer über ein Meter dicken Schneedecke zuwehen und unsichtbar werden lassen. Leere Sattelzüge auf dem Highway 3 (Crowsnest Highway) und anderen Straßen im Süden Albertas wurden bereits von starken Windböen der Chinookwinde umgekippt.
Calgary bekommt sehr viele Chinook ab, da das Flusstal des Bow Rivers in den kanadischen Rocky Mountains, westlich von Calgary, wie die Düse eines natürlichen Windkanals wirkt, der die Chinookwinde leitet.
Im Februar 1992 erlebte Claresholm in Alberta mit 24 °C eine der höchsten, jemals gemessenen Februartemperaturen Kanadas.

## Chinook und arktische Luftmassen
Auf dem Höhepunkt des Winters kollidiert der Chinook gelegentlich mit arktischen Luftmassen. So beträgt beispielsweise die Temperatur in Lethbridge −20 °C, während sie nur 77 Kilometer weiter südlich in Cardston (Alberta) bei +10 °C liegt.
Diese Grenze des Temperaturunterschiedes kann stationär bleiben oder sich hin und her verschieben, so dass es einen warmen Morgen, einen bitterkalten Nachmittag und einen warmen Abend geben kann. Der Zusammenstoß der warmen Luftmasse im Westen und der kalten im Osten wird oft von Nebel begleitet. So lag zum Beispiel die Main Street von Cardston im Nebel, während die westliche Hälfte der Stadt mildes Wetter mit schmelzendem Schnee hatte und es in der östlichen Stadthälfte bitterkalt war.
In Calgary gab es in den letzten Jahren Winter, in denen am Flughafen im Nordosten der Stadt eine Temperatur von −20 °C gemessen wurden, während sie im Südwesten +7 °C betrug.

## Chinookbogen

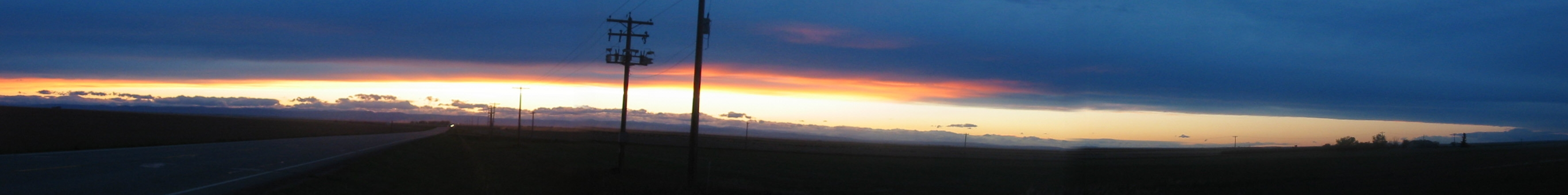
Chinookbogen im Süden Albertas

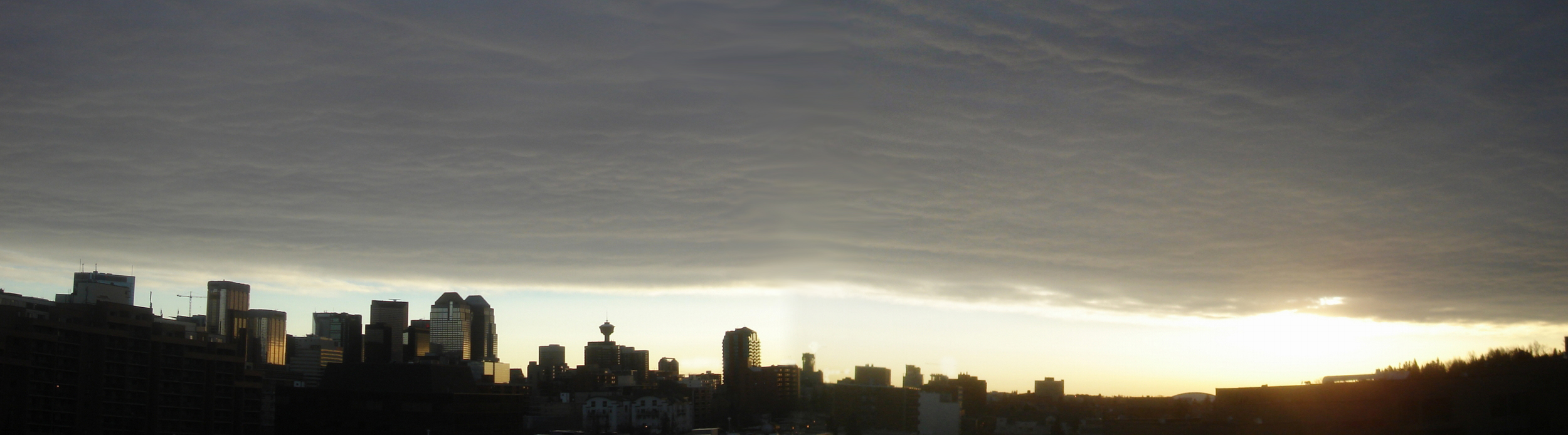
Chinookbogen über Calgary im März 2007

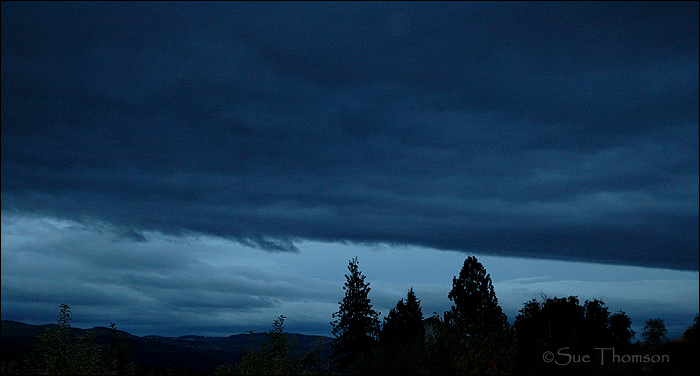
Chinookbogen über Kelowna/British Columbia am 2. Oktober 2007

Eines der auffälligsten Kennzeichen des Chinook ist der Chinookbogen (englisch chinook arch). Das ist ein Band stationärer Stratus-Wolken, das durch Luftwellen über dem Gebirge – ausgelöst durch orografische Hebung der Luftmassen – hervorgerufen wird.
Der Chinookbogen kann gelegentlich einer bedrohlichen Sturmwolke ähneln, jedoch bringt er nur selten Regen oder Schneefall. Durch den Chinookbogen können beeindruckende Sonnenauf- oder -untergänge entstehen. Bemerkenswert ist das Farbenspiel eines Chinookbogens, bei dem sich die Farbtöne im Laufe des Tages ändern. Es beginnt am Morgen bei Sonnenaufgang mit gelb, orange, rot und rosa, wechselt dann zu grauen Farbtönen und kurz vor Sonnenuntergang zu rosa-rot und dann zu orange-gelben Tönen.

## Entstehung des Chinook
Der Chinook ist ein Föhn, ein Wind im Regenschatten eines Gebirges. Er entsteht durch die adiabatische Erwärmung von Luftmassen, die einen Großteil ihrer Luftfeuchtigkeit infolge der orographischen Hebung auf der Luvseite des Gebirges abgeregnet haben.
Als Folge der unterschiedlichen adiabatischen atmosphärischer Temperaturgradiente – der trockenadiabatische Temperaturgradient (9,81 K/km) ist größer als der feuchtadiabatische Temperaturgradient (4 K/km bis 9 K/km) – wird die strömende Luftmasse auf der Leeseite des Gebirges wärmer als die auf der Luvseite in der gleichen Höhe.
Die feuchten Winde vom Pazifik, ebenfalls Chinook genannt, werden durch das Gebirge nach oben abgelenkt (orografische Hebung), kühlen dabei ab, die Luftfeuchtigkeit kondensiert und fällt als Niederschlag (Regen oder Schnee). Während sich die Luft mit einem feuchtadiabatischen Temperaturgradienten von 5 K/1000 m Höhengewinn abkühlt (3,5 °F/1000 ft), erwärmt sie sich mit einem trockenadiabatischen Temperaturgradienten von 10 K/1000 m (5,5 °F/1000 ft), wenn sie auf der anderen Seite des Gebirgskammes wieder absinkt.
Die Turbulenzen der hohen Winde können auch die normale nächtliche Temperaturinversion auf der Leeseite des Gebirges verhindern, die Nachttemperaturen bleiben dann dort hoch.
Ziemlich häufig, bei starken Regenfällen an der Westküste, ist die Luvseite der Rocky Mountains von starken Schneefällen betroffen – die aufsteigende Luftmasse gibt ihre kondensierte Luftfeuchtigkeit ab – und die Leeseite, die Provinz Alberta, ist dann vom Chinook betroffen. Das vorherrschende Wolkenmuster besteht dabei aus dem Chinookbogen oder aus einer Wolkenbank (auch als Wolkenwand bezeichnet, englisch cloud wall), die die Westseite der Rocky Mountains verschleiert. Es sieht wie ein sich nähernder Sturm aus, der sich jedoch nicht weiter nach Osten ausbreitet.

## Manyberries Chinook
Oft geht dem Chinook während des Endes einer Kälteperiode ein Manyberries chinook voraus. Dieser Südostwind ist nach dem kleinen Dorf Manyberries (Lage: 49°24′06″N 110°41′38″W; jetzt ein Weiler) im Forty Mile County No. 8 im Südosten Albertas benannt, wo der Wind vermutlich seinen Ursprung hat. Der Manyberries Chinook kann sehr kräftig wehen und große Kälte sowie heftige Schneegestöber mit sich bringen. Wenn der eigentliche Chinook kommt, dreht der Wind dann auf Südwest und die Temperatur steigt stark an.

## Der Chinook im pazifischen Nordwesten Kanadas
Der Begriff Chinook wird ebenfalls in British Columbia verwendet. Hier wurde er von den Indianerstämmen an der Pazifikküste geprägt. Erst durch Pelzhändler gelangte der Begriff nach Alberta.
Solche Winde sind extrem feucht und warm und kommen aus Richtung Südwest. Sie sind auch als Pineapple Express bekannt (deutsch Ananas Express), da ihr Ursprung in den Subtropen liegt, ungefähr in der Region um Hawaii. Die Luftmassen, die zusammen mit dem Chinook der Westküste auftreten, sind stabil. Deshalb ist der Wind nur schwach böig mit nur leichten Luftbewegungen in geschützten Gebieten. In offenen Gebieten herrschen während eines Chinook oft leichte Starkwinde, Stürme sind eher selten. Die meisten Stürme der Region gibt es, unabhängig vom Chinook, wenn ein schneller Jetstream aus Westen Luftmassen aus gemäßigten Breiten und solche aus arktischen Breiten aufeinander prallen lässt.
Wenn sich eine arktische Luftmasse stationär über der Küste befindet und ein Chinookwind auf sie stößt, dann wird die tropische Feuchtigkeit des Chinooks plötzlich abgekühlt und es kommt zu Schneefall, der nur gelegentlich bis auf Meereshöhe hinab reicht. Die Kälte und der daraus resultierende Schneefall während des Chinooks halten nur einige Tage an, während der Wind von Südwesten kommt. Danach schmilzt der Schnee relativ schnell innerhalb einer Woche.
Die Auswirkungen im Inneren British Columbias sind während eines Chinooks genau gegenteilig. In Regenperioden wird der größte Teil der hohen Luftfeuchtigkeit auf der Luvseite der Gebirge abgeregnet oder abgeschneit, bevor die Luftmassen das Gebiet des Fraser Canyons (Fraser River) und des Okanagan Valleys mit dem Okanogan River und dem Thompson River erreichen. Die Auswirkungen ähneln denen des Chinook in Alberta, obwohl sie nicht so extrem sind. Der Grund hierfür liegt teilweise darin, dass der Okanogan River relativ wärmer ist, als die Prärieprovinzen und weil die Gebirge zwischen Kelowna und Calgary zusätzlichen Niederschlag abziehen.
Wenn der Chinook während einer Kälteperiode an der Küste Schnee für diese bringt, gibt es klares aber sehr kaltes Wetter im Inneren Kanadas. Die folgende Schneeschmelze ist eher einer Warmperiode, als auf dem Regen beruhend.
Der Begriff Chinook ist bei den Fischern der Gemeinden an der Küste British Columbias allgemein gebräuchlich. Auch am Puget Sound im US-Bundesstaat Washington wird der Begriff verwendet.
Der Gegensatz zum Chinook in British Columbia und in Pacific Northwest sind Ostwinde – kalte kontinentale Luftmassen, die aus dem Interior Plateau kommen, mehrere Flusstäler überqueren und über die Coast Mountains Richtung Pazifikküste wehen. Diese Winde werden in einigen Gegenden als squamish bezeichnet, nach der Stadt Squamish in British Columbia. Der Wind weht den Howe Sound (Lage: 49°33'N 123°16'W) entlang, der in die Straße von Georgia mündet. Der Howe Sound ist das Siedlungsgebiet des Stammes der Squamish. In Alaska wird diese Art von Ostwind Williwaw genannt.

## Aussprache des Wortes Chinook
In British Columbia und in Teilen von Pacific Northwest wird Chinook mit einem ‚t‘ im Anlaut ausgesprochen, [tʃɪˈnʊk]. Im Zentrum des US-Bundesstaates Washington, in Alberta und dem Rest Kanadas dagegen mit einem ‚sch‘ im Anlaut, [ʃɪˈnʊk], was der französischen Aussprache entspricht. Diese unterschiedliche Aussprache stammt wahrscheinlich daher, dass die Mestizen, die bei der Hudson’s Bay Company angestellt waren und mit dem Volk der Chinook und deren Land vertraut waren, den Namen Chinook östlich der Kaskadenkette und der Rocky Mountains zusammen mit ihrer eigenen ethnifizierten Aussprache einführten.
Wie aus historischen Aufzeichnungen hervorgeht, wurde das Wort ursprünglich mit einem ‚t‘ im Anlaut ausgesprochen, bevor es in die Gebiete östlich der Rocky Mountains einwanderte. Die Originalaussprache von Chinook an der Küste ist [tʃɪˈnʊk], während es östlich der Rocky Mountains als [ʃɪˈnʊk] ausgesprochen wird.

## Legenden der Ureinwohner
Nach einer Legende des Volkes der Lilwat, einer Untergruppe des Stammes der St'at'imc, heiratete das Mädchen Chinook-Wind den Gletscher und zog zu ihm in sein Land, das heute als Gebiet um den Birkenhead River bekannt ist. Es sehnte sich nach ihrer warmen Heimat an der Küste zurück und schickte seinen Leuten eine Botschaft mit der Bitte, es zu holen. Die erschienen ihm darauf in einer Vision in Form von Schneeflocken, um ihm zu sagen, dass sie kommen und es holen würden. Seine Leute kamen dann tatsächlich in großer Zahl und kämpften mit dem Gletscher um Chinook-Wind. Sie überwältigten ihn schließlich und das Mädchen ging mit seinen Leuten heim an die Küste.
Während es sich vordergründig um eine Familien- und Stammesgeschichte handelt, scheint es sich um eine Parabel über das typische Wettermuster von Südwestwinden zu handeln. Sie bringen zuerst Schnee, dann Regen. Die Parabel scheint sich auch auf das Schmelzen eines Gletschers zu beziehen, insbesondere auf den Place-Gletscher in der Nähe des Gates Lake (Lage: 50°29′00″N 122°38′00″W) in der Gemeinde Birken (British Columbia, Lage: 50°29′00″N 122°37′00″W). Diese Legende spiegelt auch die Migration eines Volkes in ein anderes Gebiet wider. Je nach Lesart und Ausschmückung der Legende kann es sich auch um einen Krieg gehandelt haben.

## Gartenbau
Die häufigen, durch den Chinook verursachten winterlichen Tauwetterperioden bringen in seinen Einzugsgebieten in den Great Plains Probleme für den Gartenbau mit sich. Der Chinook schadet den Pflanzen mehr, als dass er ihnen nützt. Durch anhaltende Chinookwinde beenden die Pflanzen die Winterruhe, was deutlich erkannt werden kann. Zumindest ihre Kälteresistenz wird dadurch vermindert, selbst wenn sie scheinbar noch in der Winterruhe verbleiben.
In beiden Fällen sind die Pflanzen bei einem späteren Kälteeinbruch nicht mehr so widerstandsfähig. Viele Pflanzen, die in Winnipeg gut gedeihen, da dort ein konstant kaltes Klima für eine durchgehende Winterruhe der Pflanzen sorgt, wachsen im Chinook-Gürtel von Alberta nur schlecht. Beispiele sind die Amerikanische Linde, einige Apfelsorten und Himbeeren, Felsenbirnen und Feuer-Ahorn. Bäume in vom Chinook betroffenen Gegenden sind bekanntermaßen kleiner und wachsen langsamer als Bäume in nicht betroffenen Gegenden. Dieser Umstand kann auf die unterbrochene Winterruhe der Pflanzen zurückgeführt werden.

## Gesundheit
Laut einer Studie soll die Zahl der durch den Chinook verursachten Migräneanfälle (häufig als Chinook-Kopfschmerz bezeichnet) in der Bevölkerung steigen.
Der Chinook führt auch oft zu Reizbarkeit und Schläfrigkeit. Über größeren Städten, wie beispielsweise Calgary, kann der Chinook auf dem Höhepunkt des Winters über kalte Luft hinweg strömen, so die verschmutzte Luft über der Stadt einkapseln und zu Inversions-Smog führen. Dann ist es am Boden kalt, während es in Höhe der oberen Etagen der so genannten Wolkenkratzer und an Erhebungen der Umgebung wesentlich wärmer ist.

## Folklore
Es gibt drei bekannte Kindermärchen, die sich um den Chinook drehen und besonders im Süden Albertas sehr bekannt sind:
- Ein Mann ritt auf seinem Pferd zur Kirche. Als er dort ankam, war die Kirche eingeschneit und nur der Kirchturm ragte noch aus dem Schnee heraus. Also band er sein Pferd an den Kirchturm, wo bereits andere Pferde angebunden waren. Er besuchte den Gottesdienst und als er wieder herauskam, hatte der Chinook inzwischen den Schnee geschmolzen und die angebundenen Pferde hingen hoch oben an der Kirchturmspitze. Die Geschichte hat eine starke Analogie zu der Erzählung Münchhausens Reise nach Russland und St. Petersburg vom Lügenbaron Münchhausen.
- Ein Mann fuhr mit seinem Schneeschlitten in die Stadt, als er von einem Chinook überrascht wurde. Er trieb seine Pferde an, um so schnell wie der Chinook-Wind zu sein. Und während die Pferde im Trab bis zum Bauch im Schnee versanken, rutschten die Schlittenkufen bereits tief versunken durch den Schlamm. Die Kuh jedoch, die hinten am Schlitten angebunden war, wirbelte beim Laufen schon Staub auf.
- Ein Mann und seine Frau waren während eines Chinooks unterwegs. Die Frau war warm angezogen, während der Mann nur Sommerkleidung trug. Als das Paar wieder nach Hause kam, hatte der Mann Frostbeulen und die Frau einen Hitzeschlag.

## Aufzeichnungen
Loma im Chouteau County im US-Bundesstaat Montana rühmt sich mit dem größten aufgezeichneten Temperaturunterschied innerhalb von 24 Stunden. Am 15. Januar 1972 stieg die Temperatur von −48 °C auf +9 °C, also um 57 °C.
Die Black Hills in South Dakota verzeichneten den schnellsten Temperaturanstieg. Am 22. Januar 1943 betrug die Temperatur um 7:30 Uhr Mountain Standard Time in Spearfish (South Dakota) −20 °C. Ein aufkommender Chinookwind brachte die Temperatur innerhalb von zwei Minuten auf +8,3 °C, ein Unterschied von 28,3 °C. Bis 9 Uhr war die Temperatur auf 12 °C gestiegen. Der Chinook hörte plötzlich auf und die Temperatur fiel innerhalb von 27 Minuten auf −4 °C.
Wie bereits oben erwähnt, wurde in Alberta während eines Chinook eine Windgeschwindigkeit von 171 km/h gemessen. Diese hohen Windgeschwindigkeiten treten westlich des 100. Längengrades westlicher Länge auf, in den Great Plains in Kanada und den USA. In seltenen Fällen haben Chinookwinde von den Osthängen der Rocky Mountains den Mississippi River erreicht und sogar überschritten.

## Chinook und Föhn in den Vereinigten Staaten
Für Chinooks wird in den Vereinigten Staaten von Meteorologen und Klimatologen die genauere Bezeichnung Foehn verwendet. Ob Chinook und Föhn genannt, kann dieser Wind auf der Leeseite der meisten Gebirgsketten auftreten.
Im Westen Nordamerikas, besonders in der Region der Rocky Mountains, wird vorwiegend von Chinook winds gesprochen.
Besonders in Montana gibt es relativ häufig Chinookwinde. Sie treten in den Wintermonaten im ganzen Bundesstaat auf und kommen besonders von der Rocky Mountain Front.
Chinookwinde gibt es auch in der Region um Cook Inlet in Alaska. Die Luftmasse bewegt sich über die Chugach Mountains zwischen dem Prince William Sound und dem Portage-Gletscher. Viel Bewohner von Anchorage glauben irrtümlich, dass dieser warme Wind, der mitten im Winter den Schnee schmilzt und mit Schneematsch bedeckte Straßen hinterlässt, von Hawaii kommt. Dieser verbreitete Irrtum rührt daher, dass sie annehmen, der warme Wind hätte den gleichen Ursprungsort, wie der ähnlich warme Küstenwind im Süden von British Columbia und in den US-Bundesstaaten Washington und Oregon.
Östlich der Rocky Mountains, in den Bundesstaaten der Great Plains (beispielsweise South Dakota), gibt es ebenfalls Winde, die dem Chinook ähneln, insbesondere östlich von kleineren Gebirgsketten (beispielsweise den Black Hills).
Chinooks treten auch in Colorado, besonders in der Nähe von Denver, auf. Hier weht der Wind über die Front Range und führt innerhalb weniger Stunden zum Anstieg der frostigen Wintertemperaturen auf etwa +10 °C. Auch in der Umgebung anderer Städte in den Rocky Mountains gibt es Chinookwinde, beispielsweise Billings, Salt Lake City und Albuquerque.